# Arnold S. Eagle

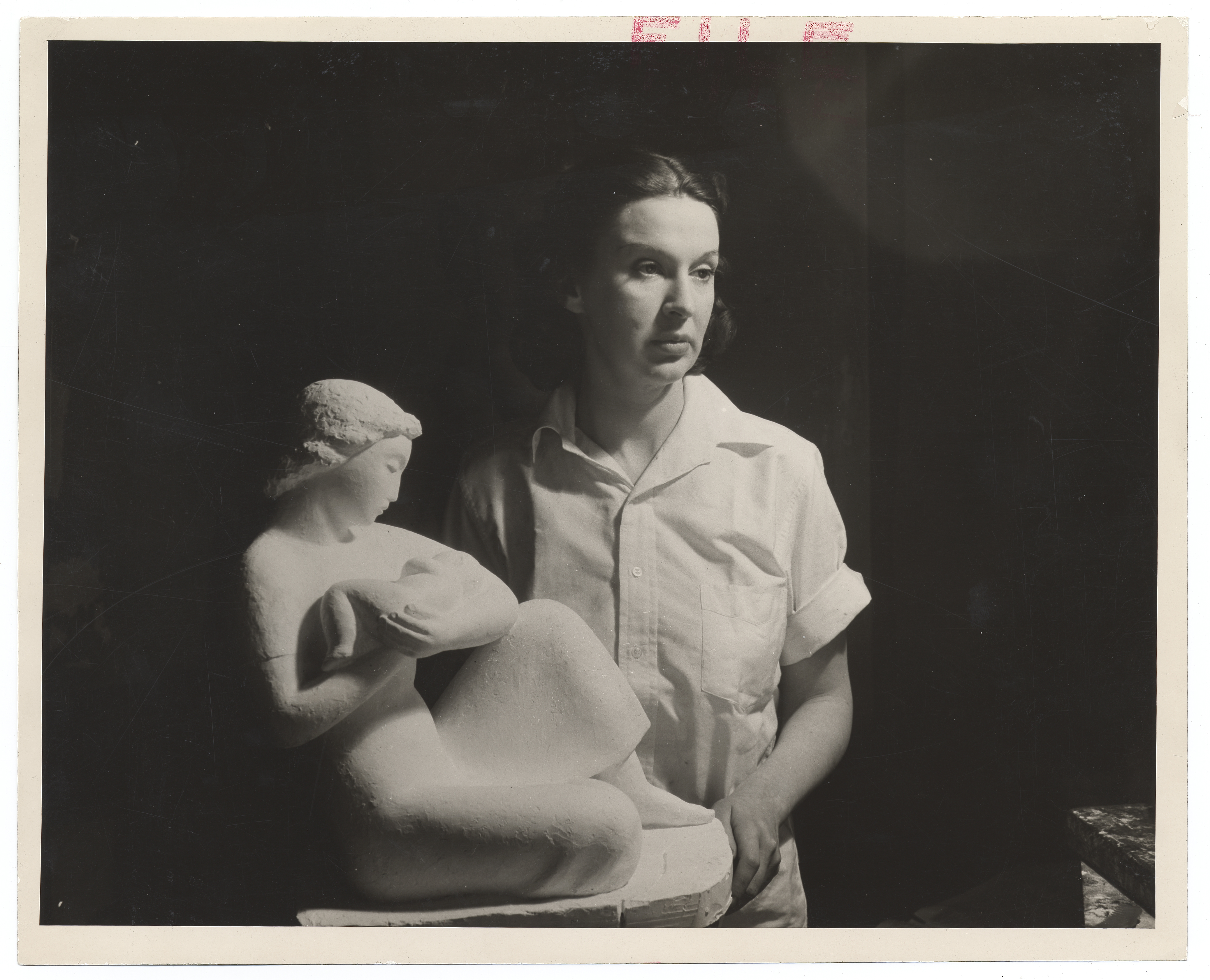
Helen Gaulois ve svém ateliéru se sochou, 27. ledna 1938

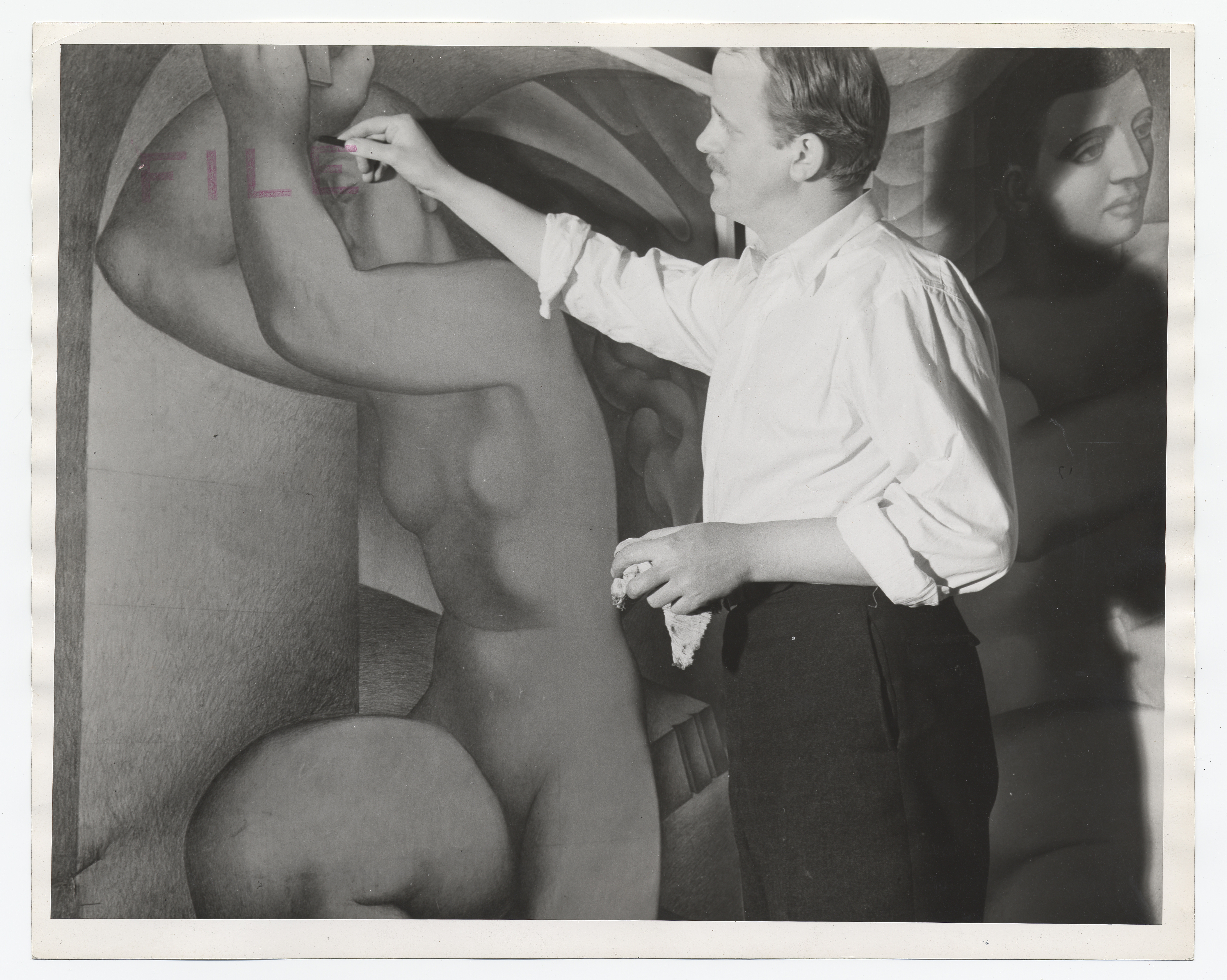
Eric Mose pracuje na nástěnných malbách v Lincolnově nemocnici, 1. ledna 1935

Arnold Eagle (1909 Budapešť, Maďarsko - 25. října 1992 New York) byl maďarsko-americký fotograf a kameraman, známý svými sociálně-dokumentárními fotografiemi ve 30. a 40. letech 20. století.

## Životopis
Eagle emigroval se svou rodinou z Maďarska do Brooklynu v roce 1929.
V roce 1932 vstoupil do skupiny Workers Film and Photo League, aby využil svého umění k podpoře radikální sociální změny. V roce 1935 ho Works Progress Administration najala, aby fotografoval slumy v New Yorku, okres El Avenue a Lower East Side. V roce 1936 se připojil ke skupině Photo League jako jeden z prvních členů a později v roce 1942 vytvořil v rámci Photo League Válečnou produkční skupinu. Eagle pracoval na volné noze pro Fortune, The Saturday Evening Post a další časopisy.
Prostřednictvím federálního uměleckého projektu v roce 1938, fotografoval židovskou komunitu na Lower East Side. Tyto fotografie byly publikovány v knize At Home Only With God: Believing Jews and Their Children, s esejí Arthura Hertzberga.
Fotografové Photo League, Eagle, Sol Libsohn a David Robbins vystavovali v roce 1938 ve Federální galerii umění v New Yorku sérii fotografií okresních slumů. Série byla inspirována strategií „jedna třetina národa“ Franklina D. Roosevelta “(špatně oblečená, špatně bydlící a špatně živená).
Eagle byl ředitelem fotografického workshopu Národní mládežnické správy se svým asistentem Haroldem Corsinim v letech 1939 až 1942. Spolupracoval s Royem Strykerem na projektu Standard Oil v letech 1943 až 1947. Spolupracoval také s Farm Security Administration, jedním z programů New Deal Franklina Delana Roosevelta. Agentura jej najala v roce 1935, když se jí stále říkalo Resettlement Administration, fotografoval život během Velké hospodářské krize. Společnost FSA byla vytvořena v USA v roce 1935 a jejím úkolem bylo v krizi pomáhat proti americké venkovské chudobě. FSA podporovalo skupování okrajových pozemků, práci na velkých pozemcích s moderními stroji a kolektivizaci. Kromě Eagle byli v sociologicko-dokumentárním programu této agentury zapojeni fotografové jako například Walker Evans, Dorothea Langeová, Roy Stryker, Arthur Rothstein, Gordon Parks nebo Ben Shahn.
Se vstupem USA do druhé světové války však nastala změna: projekt FSA dostal jiné jméno – Office of War Informations (OWI) – a také jiný program. Ve válce musela propaganda ukazovat, jak jsou Spojené státy silné a ne jaké mají potíže. V roce 1948, kdy FSA zanikla, byla dokonce snaha pořízené dokumenty zničit, aby nemohly být použity pro propagandu komunistickou.
V roce 1948 Eagle fotografoval zákulisní snímky pro film Louisiana Story Roberta J. Flahertyho a jako kameraman pracoval na filmu Dreams That Money Can Buy režiséra Hanse Richtera z roku 1947. Sám natočil i několik vlastních dokumentárních filmů.
Od roku 1955 až do doby krátce před svou smrtí byl Eagle profesorem fotografie na Nové škole pro sociální výzkum.

## Výstavy (výběr)
- 4. listopadu 2011 - 25. března 2012 "The Radical Camera: New York's Photo League, 1936-1951" at The Jewish Museum

## Galerie

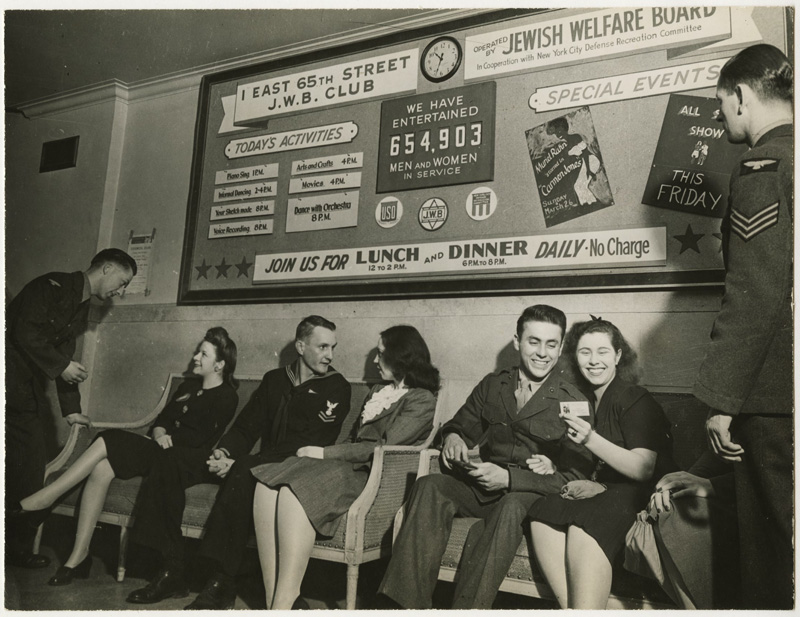
Seznamování vojáků s děvčaty, 65th Street J.W.B. Club, New York City
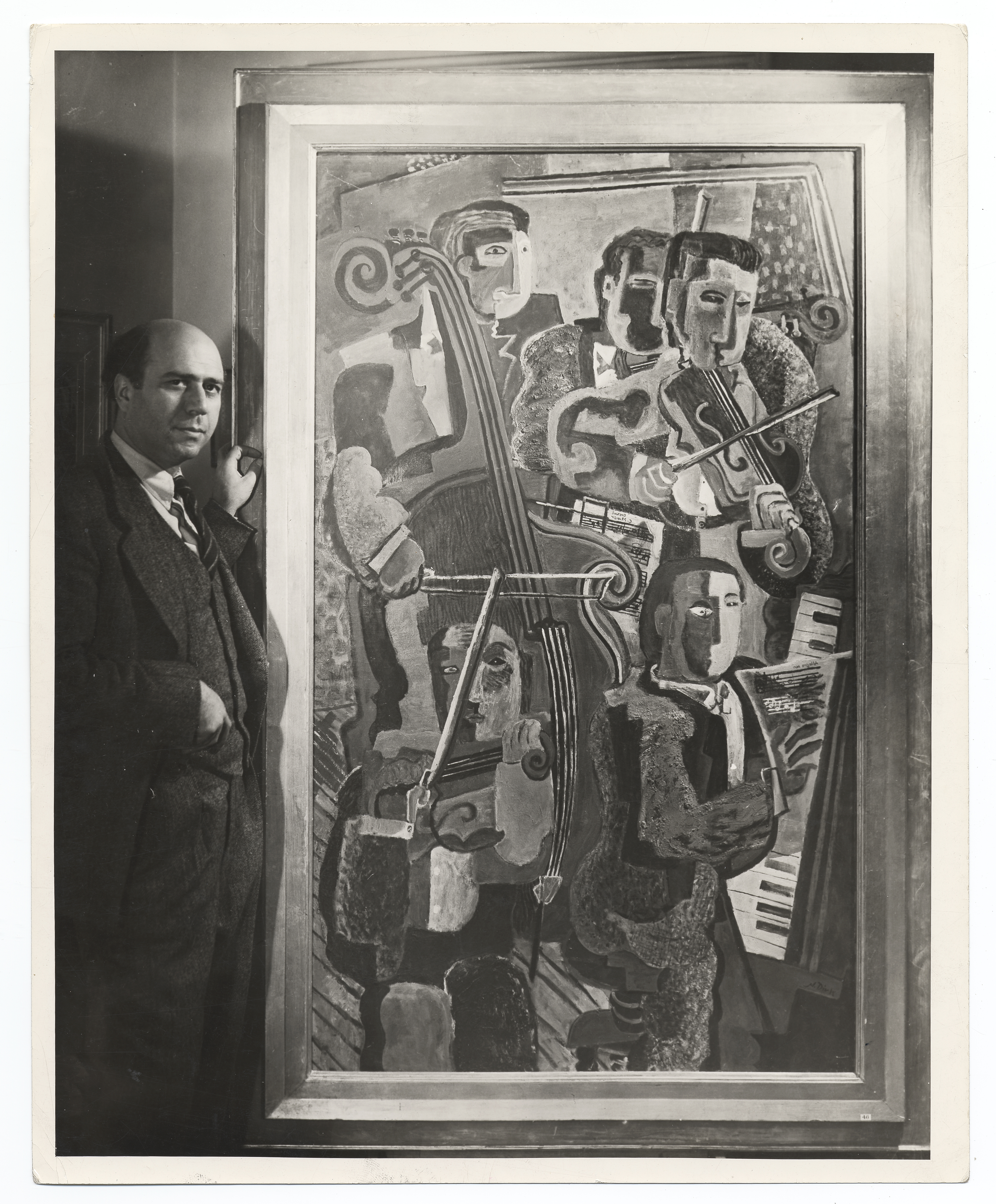
Archives of American Art, Nathaniel Dirk
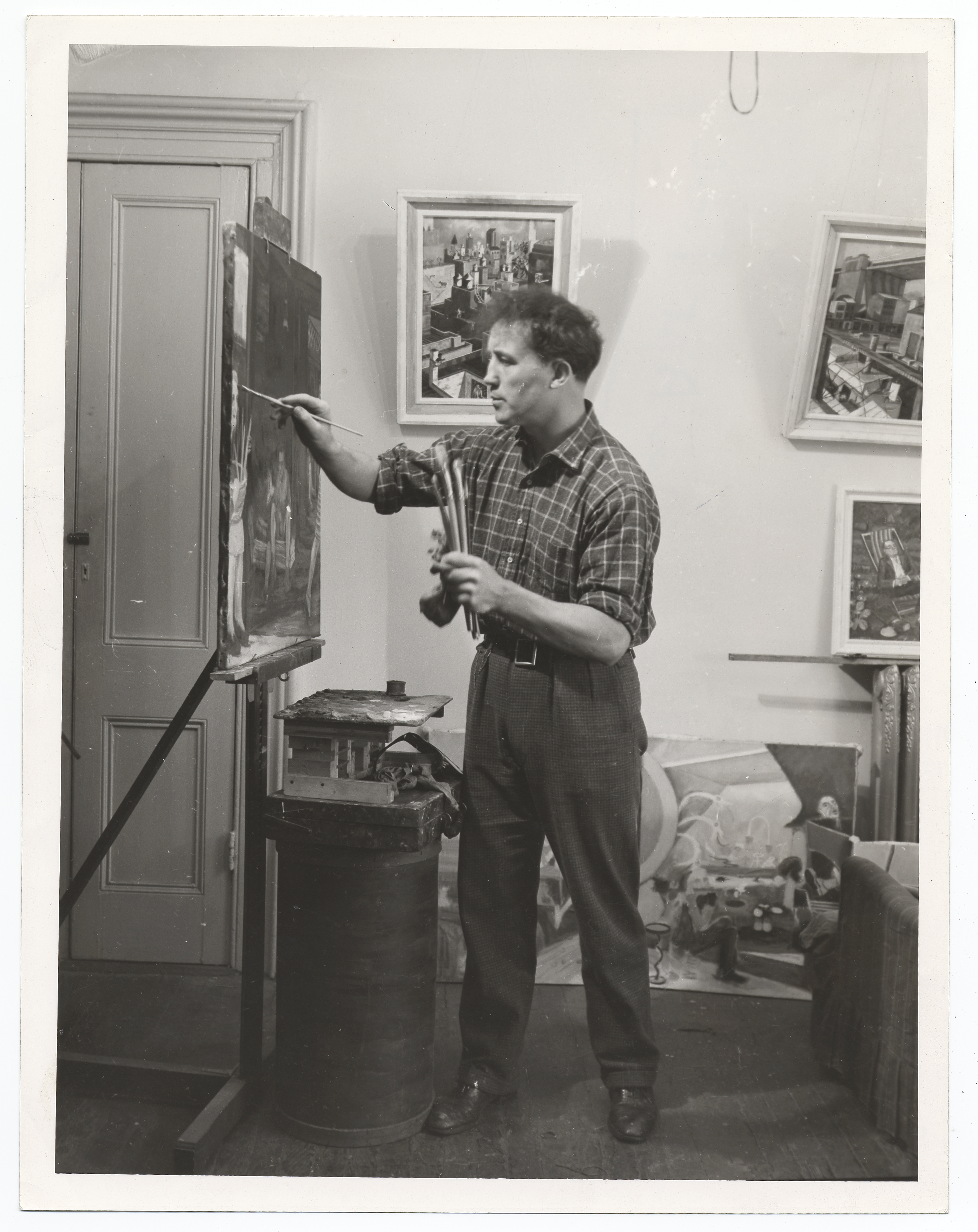
Archives of American Art, Pat Collins